# کمپو آلگر دو لورد
کمپو آلگر دو لورد (به پرتغالی: Campo Alegre de Lourdes) یک منطقهٔ مسکونی در برزیل است که در باهیا واقع شده‌است. کمپو آلگر دو لورد ۲٬۷۸۱٫۱۷۰ کیلومتر مربع مساحت و ۲۸٬۸۲۰ نفر جمعیت دارد.